# Поход на Кабул (1842)
Поход на Кабул (англ. Kabul Expedition) — эпизод первой англо-афганской войны, поход британской армии  Джорджа Поллока на Кабул в качестве акции возмездия за истребление колонны Эльфинстоуна в январе 1842 года. Британские армии наступали на Кабул со стороны Кандагара и Джелалабада. Им удалось освободить тех, кто попал в плен при отступлении Эльфинстоуна и разрушить часть города Кабула. Этот поход стал последней боевой операцией Первой англо-афганской войны.

### Статьи
- Taylor, P. J. O. The Army of retribution: letter from Peshawar, 1842 (англ.) // Journal of the Society for Army Historical Research. — Society for Army Historical Research, 2003. — Vol. 81, iss. 326. — P. 114-131.